# 阿瑟·肖洛
阿瑟·肖洛（英語：Arthur Schawlow，1921年5月5日—1999年4月28日），出生于紐約州弗農山 ，美国物理学家，1981年获诺贝尔物理学奖。

## 生平
1999年4月28日，逝世于加利福尼亚州帕洛阿尔托。